# مروان أبكر
مروان أبكر (مواليد 19 ديسمبر 1993) هو لاعب كرة قدم نيجري من مواليد السعودية.
لعب سابقاً مع نادي العدالة و نادي المجزل و نادي العروبة .